# Géza Fürész
Géza Fürész, menționat în unele surse ca Eugen Furesz sau Geza Furetz, (n. 12 iunie 1930, Timișoara, România) este un fost boxer român. A concurat în proba masculină de categoria grea⁠(d) la Jocurile Olimpice de vară din 1952.

## Biografie
S-a născut pe 12 iunie 1930 în orașul Timișoara și a început să practice boxul de la o vârstă fragedă, concurând la categoria grea. A luptat la 7 mai 1949 într-un meci de selecție pentru finalele campionatelor naționale de box, desfășurat pe arena OSP în prezența a peste 3500 de spectatori, fiind învins însă de bucureșteanul Vasile Boghiță. Potrivit jurnalistului de la Sportul Popular, cei doi boxeri au creat „un match dramatic” în care „amândoi au lovit puternic la corp și față”, dar victoria i-a aparținut lui Boghiță, care a fost „mai agresiv și mai tehnic” și a plasat mai multe directe⁠(d) de dreapta și de stânga. Fürész a cîștigat primul său titlu de campion național la categoria grea în anul 1952 și a fost selecționat astfel în echipa națională a României care a participat la Jocurile Olimpice de vară din 1952, desfășurate în orașul finlandez Helsinki. A concurat acolo sub numele de Eugen Furesz și a pierdut în singurul său meci cu scorul de 3–0 în fața iugoslavului Tomislav Krizmanić⁠(d). Un an mai târziu, în 1953, și-a apărat titlul de campion național la categoria grea. A fost component al clubului sportiv Dinamo București al Ministerului Afacerilor Interne, dar nu a deținut grad militar, fiind angajat civil.
S-a retras apoi din activitatea competițională și a devenit antrenor de box. A antrenat timp de 11 ani la clubul Dinamo București, pregătind în sala de sub pista velodromului Dinamo pugiliști ce au făcut parte din loturile naționale de juniori, tineret sau seniori precum Sandu Mihalcea, Mircea Simion, Gheorghe Ene, Dumitru Mihalcea, Ilie Dascălu, Mircea Budu, Nicolae Păpălău, Marian Peia, Ion Vladimir ș.a. Elevii săi au reprezentat în acea perioadă aproape jumătate din concurenții în finala campionatului de box al municipiului București și au câștigat 20 de titluri de campioni naționali de juniori. Potrivit jurnalistului Mihai Trancă, „maestrul Geza” oferea tinerilor sportivi „sfaturi dintre cele mai prețioase, cu un calm imperturbabil și mult tact” și i-a învățat să practice un stil de luptă curat.
După 11 ani de antrenorat la Dinamo, Géza Fürész s-a transferat în vara anului 1973 ca antrenor de box la clubul Dacia Pitești, care fusese recent înființat. A învățat să boxeze în primele zece luni cel puțin 80 de tineri, printre care s-au numărat Nicolae Nicolae, Vasile Voicilă, Titu Astăcoaie și Gheorghe Oțelea, formând o echipă cu care a participat în martie 1974 în sala clubului „Grivița Roșie” din București într-o gală de box cu o selecționată bucureșteană de juniori.

## Distincții
- Medalia „Meritul Sportiv” clasa a II-a (8 mai 1968) „pentru contribuția deosebită adusă la dezvoltarea mișcării de cultură fizică și sport și pentru merite deosebite în activitatea sportivă de performanță, cu prilejul împlinirii a 20 de ani de la înființarea Clubului sportiv «Dinamo»-București al Ministerului Afacerilor Interne”[5]